# توماس برويتش

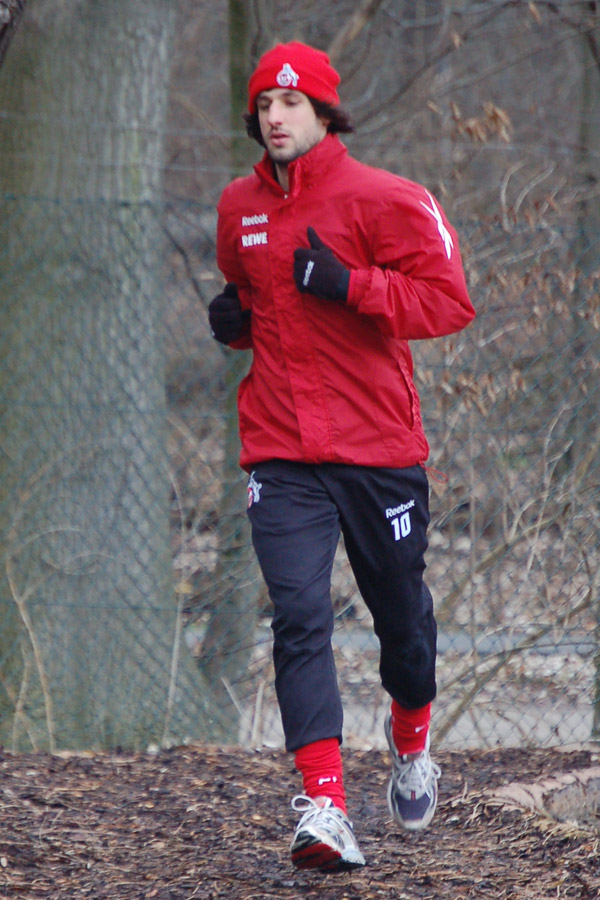

توماس برويتش (بالألمانية: Thomas Broich)‏ (مواليد 29 يناير 1981 في ميونخ - ألمانيا الغربية) لاعب كرة قدم ألماني يلعب حاليا لصالح نادي الدرجة الأولى نورمبرغ الألماني منذ 2009 في مركز الوسط المحوري .

## روابط خارجية
- توماس برويتش على موقع IMDb (الإنجليزية)
- توماس برويتش على موقع ألو سيني (الفرنسية)
- توماس برويتش على موقع قاعدة بيانات الفيلم (الإنجليزية)
- توماس برويتش على موقع كينوبويسك (الروسية)
- توماس برويتش على موقع إي إس بي إن إف سي (الإنجليزية)
- توماس برويتش على موقع قاعدة بيانات كرة القدم.إي يو (الإنجليزية)
- توماس برويتش على موقع بيانات كرة القدم. دي إي (الألمانية)
- توماس برويتش على موقع عالم كرة القدم.نت (الإنجليزية)
- توماس برويتش على موقع كووورة